# 黑姆斯林根
黑姆斯林根是德国下萨克森州的一个市镇。总面积27.47平方公里，总人口1505人，其中男性743人，女性762人（2011年12月31日），人口密度55人/平方公里。